# Circus Polka
Circus Polka: For a Young Elephant è una composizione di Igor' Fëdorovič Stravinskij del 1942 destinata ad un balletto di elefanti del Circo Barnum. 

## Storia
Nei primi anni del suo soggiorno negli Stati Uniti, dopo esservi giunto nel 1939 per un ciclo di lezioni ad Harvard, Stravinskij, non potendo rientrare in Europa, fu costretto, per motivi puramente economici, ad accettare commissioni per opere più "leggere" rispetto a quelle da lui scritte in precedenza. Tra questi lavori rientra Circus Polka un divertente scherzo sinfonico commissionatogli dal circo americano Barnum and Bailey tramite il coreografo George Balanchine la cui moglie, Vera Zorina, avrebbe dovuto partecipare ad uno spettacolo portata da uno degli elefanti del circo. La composizione fu terminata il 5 ottobre 1942 ed eseguita inizialmente dalla Ringling Brithers' Circus Band del Circo Barnum in una trascrizione di David Reskin; la prima esecuzione della versione per orchestra avvenne il 13 gennaio 1944 a Cambridge al Sanders Theatre unitamente ai Four Norwegian Moods.

## Analisi
Stravinskij ha basato questa composizione essenzialmente sull'uso sapiente dei timbri orchestrali, in particolare sugli ottoni; le movenze lente e pesanti degli elefanti sono sottolineate dal basso tuba e dalle percussioni in contrasto netto col suono dei flauti, realizzando così un effetto spiritoso e di grande ironia. Il brano non ha altro intento se non quello di essere un divertissement, privo di qualsiasi funzione polemica o sarcastica; anche la rivisitazione nel finale della Marcia militare in Re maggiore di Franz Schubert è spontanea e rientra nel novero delle molteplici utilizzazioni fatte  spesso dal compositore di opere altrui; la citazione ha un effetto a sorpresa, espressa in fortissimo da tutta l'orchestra.
Il brano, in Mi bemolle maggiore, è in 2/4 ed è caratterizzato da un tempo costante con indicazione metronomica 100; nonostante il titolo non presenta un ritmo di Polka se non per sole due battute.

## Organico
Due flauti (uno anche ottavino), due oboi, due clarinetti, due fagotti, quattro corni, due trombe, tre tromboni, basso tuba, percussioni, archi.

## Realizzazioni coreografiche
Nel 1945 Balanchine realizzò una coreografia per un breve balletto destinato agli studenti dell'American Ballet Theatre che venne rappresentata alla Carnegie Hall con la supervisione di Lincoln Kirstein. Nel 1972 Jerome Robbins ideò una nuova rappresentazione nell'ambito del Festival dedicato a Stravinskij.